# (9108) Toruyusa
(9108) Toruyusa est un astéroïde de la ceinture principale.

## Description
(9108) Toruyusa est un astéroïde de la ceinture principale. Il fut découvert le 9 janvier 1997 à Ōizumi par Takao Kobayashi. Il présente une orbite caractérisée par un demi-grand axe de 2,54 UA, une excentricité de 0,13 et une inclinaison de 3,5° par rapport à l'écliptique.

## Compléments